# Camilo
Camilo es un nombre propio masculino de origen etrusco en su variante en español, cuya versión femenina es Camila. 
Proviene del etrusco a través del latín Camillus, significando "ministro", "sacerdote" o "Aquel que es el mensajero de Dios".
Un camilo era un niño de nacimiento libre y noble que servía en los sacrificios acompañando a los flámenes.

## Santoral
14 de julio: San Camilo de Lelis.

## Famosos,  personajes históricos célebres con el nombre de Camilo
- Marco Furio Camilo (446-365 a. C.) fue un militar y político romano de ascendencia patricia que vivió en la segunda mitad de la República temprana. Según Tito Livio y Plutarco, Camilo celebró cuatro triunfos, fue elegido dictador en cinco ocasiones, tribuno con poderes de cónsul en otras seis y fue honrado a su muerte con el título de Segundo Fundador de Roma.
- Camillo Golgi (Corteno Golgi, Italia, 7 de julio de 1843 - Pavía, 21 de enero de 1926) fue un médico y patólogo italiano. Recibió el Premio Nobel de Medicina en 1906.
- Francisco Camilo (Madrid, 1615 - ibídem, 1673) fue un pintor español activo durante el Barroco que pertenecía a la Escuela madrileña.
- Camilo José Cela nació en Galicia, España en el año 1916. Escritor, poeta y político. Obtuvo el Premio Nobel de Literatura en 1989.
- Camilo García de Polavieja (Madrid, 13 de julio de 1838 - ibíd., 15 de enero de 1914) fue un militar y político español, apodado «el general cristiano» a causa de su religiosidad. En el terreno militar fue calificado como un gran estratega y se le consideró, junto a Joaquín Costa, uno de los más notables regeneracionistas —en el caso de Polavieja de carácter conservador— de España.
- Camilo Castelo Branco nació en Lisboa, Portugal, el 16 de marzo de 1825. Es uno de los autores más representativos de la literatura portuguesa de todos los tiempos y uno de los más leídos.
- Camilo Pessanha (Coímbra, Portugal, 7 de septiembre de 1867 - Macao, China, 1 de marzo de 1926) fue un poeta y traductor portugués. Influido al principio por Cesário Verde y Pierre Balayet, se convirtió en el más puro de los simbolistas portugueses.
- Camille Pissarro nació en París, Francia, el 10 de julio de 1830. Se destacó como pintor impresionista.
- Camille Saint-Saëns nació en París, Francia, en el año 1835. Fue un prodigio como organista, pianista y compositor.
- Camilo Cienfuegos Gorriarán (La Habana, 6 de febrero de 1932 – 28 de octubre de 1959) fue un revolucionario cubano y una de las figuras más emblemáticas de la Revolución cubana.
- Camilo Torres (Popayán, 22 de noviembre de 1766 - Santafé de Bogotá, 5 de octubre de 1816) fue un abogado, intelectual, político y mártir que encabezó el movimiento de la primera independencia de la Nueva Granada. Por su oratoria se le llamó El Verbo de la revolución.
- Camilo Torres Restrepo (Bogotá, 3 de febrero de 1929 - Patio Cemento, Santander, 15 de febrero de 1966) fue un sacerdote católico colombiano, cofundador de la primera facultad de Sociología de Colombia y miembro del grupo guerrillero Ejército de Liberación Nacional (ELN).
- Camilo Henríquez nació en Valdivia, Chile, en el año 1769. Fue un sacerdote, escritor y político chileno. Fundador del diario Aurora de Chile y autor de diversos manifiestos independentistas. Uno de los fundadores del Instituto Nacional de Chile.

- Camilo Echeverry Correa (Medellín, 16 de marzo de 1994), cantante colombiano.

## Variantes
- Femenino: Camila.
- Hipocorísticos: Cami, Camilito, Milo, Milito, Chamilo, Millo, Millin.

### Variantes en otros idiomas
| Variantes en otras lenguas | Variantes en otras lenguas |
| -------------------------- | -------------------------- |
| Español                    | Camilo                     |
| Alemán                     | Kamillus                   |
| Asturiano                  | Camilu                     |
| Búlgaro                    | Камил (Kamil)              |
| Catalán                    | Camil                      |
| Checo                      | Kamil                      |
| Corso                      | Camellu                    |
| Danés                      | Camillus                   |
| Euskera                    | Kamil                      |
| Finlandés                  | Camillus                   |
| Francés                    | Camille                    |
| Holandés                   | Camillus                   |
| Húngaro                    | Kamill                     |
| Inglés                     | Camillus                   |
| Islandés                   | Kamillus                   |
| Italiano                   | Camillo                    |
| Latín                      | Camillus                   |
| Lituano                    | Kamilas                    |
| Noruego                    | Camillus                   |
| Polaco                     | Kamil                      |
| Portugués                  | Camilo, Camilinho          |
| Ruso                       | Камилл (Kamill)            |
| Sardo                      | Camillu                    |
| Serbio                     | Камил (Kamil)              |
| Sueco                      | Camillus                   |